# 津市警察
津市警察（つしけいさつ）は、かつて存在した三重県津市の自治体警察。

## 概要
戦後の警察制度改革に伴い、津市に自治体警察が設置されることになり、津市警察が発足した。津市警察署は津市大門町に設置され、旧制度下の津警察署で署長を務めた松田二六が津市警察署の初代警察長に任命された。

## 沿革
従来の三重県警察部が解体され、1948年（昭和23年）3月7日に津市警察署が設置された。津市警察発足に先立ち、1948年（昭和23年）1月29日の津市議会で「公安委員会の選任に関して同意を求めるの件」の同意をもって、同年2月7日付で津市公安委員会の公安委員3名が任命された。
1953年（昭和28年）9月1日、大門町から西町の旧津市議会議場へ移転した。同年9月25日の台風13号では救援・防護活動に尽力し、市民に感謝された。
1954年（昭和29年）6月30日、新警察法により国家地方警察と自治体警察が廃止され、新たに都道府県警察として三重県警察本部が発足、津市警察も三重県警察に統合され、姿を消した。

## 組織
1953年（昭和28年）の機構改革後の組織。以前は警務部・刑事部の2部体制をとっていた。警視1名、警部1名、警部補3名、巡査部長9名、巡査82名、技術者1名、書記3名の体制で発足した。
- 津市公安委員会
  - 津市警察署長兼津市警察長
    - 次長
      - 防犯課・捜査課・交通課・警備課・警務課

## 派出所・駐在所
| - 余慶町派出所 - 津駅前派出所 - 塔世橋派出所 - 新町駅前派出所 | - 岩田橋派出所 - 下弁財派出所 - 贄崎派出所 - 直轄派出所 | - 八丁派出所 - 神戸地区巡査部長派出所 - 高茶屋地区巡査部長派出所 |

神戸地区巡査部長派出所管轄
| - 安東地区第一駐在所 - 安東地区第二駐在所 | - 櫛形地区第一駐在所 - 櫛形地区第二駐在所 | - 神戸地区第一駐在所 - 神戸地区第二駐在所 |

高茶屋地区巡査部長派出所管轄
| - 藤水地区第一駐在所 - 藤水地区第二駐在所 - 高茶屋地区第一駐在所 - 高茶屋地区第二駐在所 | - 高茶屋地区第三駐在所 - 高茶屋地区第四駐在所 - 雲出地区第一駐在所 - 雲出地区第二駐在所 |

## 歴代警察長兼警察署長
| 代 | 警察長   | 階級   | 任期                   |
| -- | -------- | ------ | ---------------------- |
| 1  | 松田二六 | 警視正 | 1948年3月 - 1953年10月 |
| 2  | 島吉蔵   | 警視正 | 1953年10月 - 1954年6月 |